# Pierre Claver Maganga Moussavou
Pour les articles homonymes, voir Moussavou et Claver.
Pierre-Claver Maganga Moussavou est un homme d'État gabonais. Il est fondateur et président du Parti social démocrate (PSD) du Gabon et est candidat aux élections présidentielles de 1993, de 1998, de 2009,  de 2016 et de 2023. Il devient le 21 août 2017 vice-président de la République gabonaise, jusqu'à son limogeage en mai 2019. Durant l'ensemble de sa carrière, il est tantôt dans l'opposition, tantôt un soutien des Bongos père et fils.

## Biographie

### Études et début de carrière professionnelle
Après un bac d’Économie (série B), il passe une année à l’université nationale du Gabon, puis il part étudier à Rennes (France), où il obtient une licence et une maîtrise en administration économique, ainsi qu'une licence et une maîtrise en histoire à l'université Rennes 2. Son mémoire de fin d'étude, dirigé par François Lebrun porte sur « Étude comparative de la nuptialité, alliance et alphabétisation à Saint-Germain-en-Coglès et Saint-Marc-le-Blanc (1780-1789 et 1860-1869) ». Il entre ensuite à la Sorbonne où il suit des enseignements en Relations économiques internationales et, deux ans après la maîtrise ; il soutient une thèse sur « L’aide publique de la France au développement du Gabon » (1980) (Publication de la Sorbonne 1982 ; African American Institute, Washington 1983 version anglaise).
Après ses études, Pierre Claver Maganga Moussavou, revient au Gabon[Quand ?] et intègre la fonction publique à la Caisse autonome d’amortissement comme chargé d’études. |Il est ensuite [Quand ?]nommé directeur des études et des avals,  puis conseiller économique et financier adjoint à la présidence de la République, alors que le pays vit sous le régime du parti unique d'Omar Bongo[réf. nécessaire]. Il quitte à nouveau le Gabon[Quand ?] et réalise un stage de six mois en « Analyse et politique financière » à l’Institut du Fonds monétaire international (FMI). Il soutient sa thèse après ce passage au FMI et revient à la Présidence de la République du Gabon, au poste de Conseiller économique et financier avant de repartir pour le FMI), deux ans après, en qualité de conseiller de l’administrateur au Fonds[réf. nécessaire]. Après ce passage au FMI, il revient définitivement vivre au Gabon, où il est [Quand ?]nommé par Omar Bongo secrétaire général du Conseil national des municipalités[réf. nécessaire].

### Carrière politique
Durant la période transitoire post-Conférence nationale (1990), Maganga Moussavou est, pour six mois, Commissaire général à l’Aménagement du territoire. Le Parti social-démocrate (PSD), formation politique dont il est le leader/fondateur, a été entre-temps porté sur les fonts baptismaux. Le parti se positionne à cette époque comme l'un des pôles de l'opposition radicale, ce qui déplaît vivement à Omar Bongo, qui le limoge de son poste.
Pierre-Claver Maganga Moussavou se présente à la présidentielle de 1993, où il obtient 3.6 % des voix. Cette élection est la première élection multipartite depuis 1967. Les résultats officiels annoncent la victoire d'Omar Bongo, avec 51 % des voix. Ces résultats sont vivement contestés par l'opposition, ainsi que par la population. Des manifestations éclatent, réprimées dans le sang. Des centrales syndicales se mettent en grève pour soutenir l'opposition, de violentes émeutes ont lieu, en particulier à Libreville, Port-Gentil et Oyem. Différents leaders d'opposition se rassemblent sous la dénomination Haut Comité de la Résistance, dont Pierre-Claver Maganga Moussavou. Des négociations sont entamées entre ce comité et les partisans d'Omar Bongo, des négociations qui aboutissent aux accords de Paris d'octobre 1994. Pierre-Claver Maganga Moussavou y appose sa signature pour le parti social-démocrate (PSD).
Après les accords de Paris, Maganga Moussavou entre au gouvernement comme ministre d’État chargé de la Planification. Fait sans précédent dans l’histoire du Gabon, il claque la porte du Gouvernement pour marquer son désaccord par rapport à certaines déviations relatives aux fameux « Accords de Paris »[réf. nécessaire].
Manganga Moussavou se porte à nouveau candidat à la présidence de la République en 1998. En 2002, à la faveur d’un gouvernement d’ouverture, il est nommé Ministre d’État chargé de Missions et de la Refondation. Il est limogé quelques mois plus tard, en 2003.[réf. nécessaire] En septembre 2004, à la suite de l’adhésion de son parti à la majorité présidentielle, il est rappelé au Gouvernement en qualité de ministre d’État chargé de Missions et de la Refondation. Poste qu’il occupe jusqu’en mars 2007, ensuite il est nommé ministre d’État, ministre des Transports, de l’Aviation civile et du Tourisme jusqu’en février 2008.[réf. nécessaire]
À partir de janvier 2008, il occupe les fonctions de ministre de l’Aménagement du territoire de l’Évaluation des politiques publiques, chargé de l’Artisanat.[réf. nécessaire]
En 2009, Pierre-Claver Maganga Moussavou se présente à l'élection présidentielle, où il ne récolte que 0,76 % des suffrages. Malgré ce faible score, il se présente à nouveau à l'élection présidentielle de 2016 et n'obtient que 0, 32% des voix. Contrairement à Casimir Oyé Mba et Guy Nzouba-Ndama, il avait refusé de se désister au profit de Jean Ping afin de présenter un front d'opposition uni face à Ali Bongo.
Il est député de la ville de Mouila depuis 2006.
Pierre Claver Maganga Moussavou est candidat à l'élection présidentielle de 2023. Toutefois, le collectif « Alternance 2023 », qui regroupe les principaux partis d'opposition, choisit de désigner un candidat unique, Albert Ondo Ossa, qui devient le principal candidat de l'opposition face à Ali Bongo. Le Parti social-démocrate de Pierre Claver Maganga Moussavou fait partie de l'Alternance 2023 mais ce dernier refuse de retirer sa candidature au profit du candidat unique,.

### Vice-présidence de la République
Lors de l'élection présidentielle de 2016, il est directeur de campagne du candidat de l'opposition Jean Ping. Contre la volonté de ce dernier, il participe au dialogue voulu par le président Ali Bongo lancé en mars 2017 dans le but d'apaiser les tensions nées de sa réélection contestée. Il est pourtant nommé  vice-président du Gabon en août 2017. Le poste avait été supprimé en 2009.
Le 21 mai 2019, il est limogé par le Président, en même temps que le ministre des Forêts Guy Bertrand Mapangou (en). Aucune raison n'est officiellement donnée, mais des appels à sa démission avaient émergé en lien avec le « kévazingogate », une affaire de trafic illégal de kévazingo, un bois précieux,.

## Vie privée
Il est marié à la femme politique Albertine Maganga Moussavou, députée et présidente du groupe parlementaire dit « Les démocrates » à l’Assemblée nationale. Leur fils Biendi Maganga Moussavou est ministre de la Promotion des petites et moyennes entreprises, chargé de l’entrepreneuriat national depuis octobre 2016.

## Distinctions
- Grand Officier du Mérite gabonais[16]
- Grand officier de l’Étoile équatoriale
- Grand officier du Mérite de la CEMAC
- Chevalier du Mérite agricole
- Doctor Honoris Causa en reconnaissance de sa carrière, de l'excellence de ses travaux et de son impact sur le rayonnement du Groupe Ecole de Commerce de Lyon[17].